# Yuno Gasai
Yuno Gasai es un personaje ficticio del anime y manga Mirai Nikki. En la serie, Yuno pretende ser una estudiante de modelaje, pero la realidad es que es una yandere que está obsesionada con el protagonista, Yukiteru «Yuki» Amano y se ve destinada a asesinar para protegerlo.
Tanto ella como Yuki son elegidos por Deus, el dios del tiempo y el espacio, como participantes del juego del diario.
Una batalla real mortal entre ellos y otras diez personas, a las que se les dan los diarios del futuro especiales, que pueden predecir todo tipo de acontecimientos, donde el último sobreviviente se convertirá en el heredero de Deus. Como la titular del segundo diario del futuro, el de Yuno es el diario acosador que le da detalles explícitos sobre lo que Yuki está haciendo en los 10 minutos actuales, y al trabajar junto con el diario de Yukiteru, pueden resolver las debilidades del diario de los contrincantes.
En la adaptación de este anime, Yuno es doblada por Tomosa Murata en japonés y por Brina Palencia en la versión en inglés. En la adaptación de acción real, Ayame Goriki realiza versión diferente y reinventada de Yuno.
Yuno usa una variedad de atuendos a lo largo de la serie, sobre todo uno que se asemeja a un uniforme escolar japonés morado y lila, adornado con cintas rojas. Su cabello es rosa y está peinado con flequillo que cubre toda su frente y está asegurado en cuatro coletas con pequeñas cintas. Dos están al frente y los otros dos atrás, pero a veces suele llevar parte de su cabello suelto. Tiene ojos rosados oscuros.

## Concepto y creación

### Desarrollo
"Uno lleva el nombre de Juno, la antigua diosa romana del amor y del matrimonio. Durante una entrevista en 2009, Sakae Esuno, el autor de Mirai Nikki, reveló que eligió hacer de Yuno un personaje yandere, para que fuera más difícil para ella y Yuki trabajar juntos como un equipo. Dijo que Yuno es uno de los problemas que el protagonista eventualmente tendría que enfrentar. En otra entrevista, Esuno afirmó que ella es un personaje cuyo desarrollo de algunas facetas y elementos de su pasado explicaría cómo condicionó su actual yo psicótico. También se le preguntó si Yuno, quien está "dispuesta a sacrificar todo por amor al héroe [Yuki]", era su tipo de chica ideal. Simplemente respondió que no, diciendo que "conocer a una chica así en realidad sería aterrador"."

### Caracterización
Yuno es una joven con ojos rosados y cabello largo peinado en dos coletas, dos colgando como mechones frontales con un par de moños rojos y las coletas traseras al descubierto. Su atuendo más común consiste en una camisa azul con una cinta en el pecho y una falda azul con calcetines altos, aunque su vestuario cambia ocasionalmente a lo largo de la serie. La personalidad de Yuno es ambigua. En su mayor parte, es dulce, femenina y a veces tímida cuando está cerca de Yuki. Sin embargo, esto enmascara su lado oscuro y sanguinario: es una psicópata despiadada, fría y calculadora que tiene poco o ningún problema en usar a otros para sus fines, como la supervivencia de Yuki y ella misma. Yuno recurre a métodos crueles y violentos, que surgen de la nada y generalmente terminan en muertes sangrientas, ya sea del titular del diario o de cualquier seguidor respectivo, lo que efectivamente la convierte en una yandere.
Yuno posee poderes divinos después de ganar el primer juego del diario. Un ejemplo de tales poderes es su capacidad para mover enormes estructuras solo a través de su voluntad, como cuando intentó aplastar a Yuki. Además de su inteligencia y astucia, quizás su habilidad más temible es su competencia y habilidad en el manejo de diferentes tipos de armamento, como cuchillos, hachas, espadas, pistolas y metralletas. También tiene conocimientos sobre venenos y drogas, aunque rara vez los usa. Ha demostrado ser bastante hábil en la infiltración, ya que en más de una ocasión ha logrado entrar en un edificio sin ser detectada, incluso cuando estaba rodeada por la policía.

## Apariciones

### EnMirai Nikki
En el pasado, Yuno Gasai es abandonada en un orfanato cuando era bebé y luego adoptada por Ushio y Saika Gasai, ambos provenientes de familias de banqueros. Los primeros años de la vida de Yuno fueron tan felices y despreocupados como los de cualquier niña de su edad, hasta que sus padres empezaron a tener serios problemas económicos. Comenzaron a abusar de Yuno, encerrándola en una jaula y cronometrando todo lo que hace, desde dormir hasta comer. Incapaz de soportar más el abuso, Yuno aprovecha una distracción de sus padres para escapar y encerrarlos en la misma jaula en la que estaba encerrada. Sin embargo, Yuno inconscientemente los descuida y mueren de inanición; oculta sus muertes con el pretexto de que están trabajando en el extranjero. Un año antes de los eventos de la serie, Yuno se enamora obsesivamente de su compañero de clase ,Yukiteru Amano, debido a la promesa que le hizo a ella de ir juntos a observar las estrellas. Sin nada más por lo que vivir, Yuno decide dedicar su vida entera a Yuki, acechándolo por todas partes y registrando todo lo que hace en un diario en su teléfono celular.
Al comienzo de la serie, tanto Yuno como Yuki son elegidos por Deus Ex Machina, el Dios del Tiempo y el Espacio, para participar en el Juego del Diario, una batalla real cuyo ganador sucederá a Deus y heredará sus poderes. Como la titular del segundo diario, Yuno se alía con Yuki —el titular del primer diario— para matar a los titulares de los diez diarios restantes. Juntos, usan el diario Yukiteru de Yuno, que detalla las acciones de Yuki en intervalos de diez minutos, junto con el diario del azar de Yuki, que da detalles de lo que sucede a su alrededor, pero nada sobre él, para superar las debilidades de sus propios diarios. Después de matar a la mayoría de los titulares de diarios, Yuki descubre los cadáveres de los padres de Yuno, así como un tercer cadáver, dentro de un cuarto de su casa y aprende a través de Aru Akise, un humano artificial creado por Deus para presenciar los eventos del juego del diario. El tercer cadáver en realidad pertenece a la otra Yuno Gasai y la que conoce e interactúa actualmente se origina en otra línea de tiempo en la que ella ganó el juego del diario al traicionar y matar al Yuki de esa línea de tiempo, pero descubrió que ni siquiera el poder de un dios podría resucitar a los muertos. En su dolor, Yuno retrocedió en el tiempo, creando un Segundo Mundo en el proceso, y asesinó y reemplazó a su otro yo.
Al final, Yuno usa sus poderes para volver al pasado nuevamente, creando un Tercer Mundo, para revivir todo nuevamente. Yuki y Minene Uryū, el titular del noveno diario, la siguen para cambiar todos sus terribles futuros, incluido el de Yuno para evitar que suceda el juego del diario. Pensando que solo está usando a Yuki, intenta deshacerse de él sellándolo en una utopía de ilusiones, pero él se libera usando su amor y fuerza. Yuno, al darse cuenta de que ella realmente lo ama, se suicida para dejarlo ganar el juego del diario, lo que le permite convertirse en el Dios del tiempo y el espacio del segundo mundo. Yuno del Tercer Mundo es capaz de encontrar la felicidad con sus padres y, posteriormente, recibe los recuerdos de Yuno del Primer Mundo de Murumuru. A medida que Yuno gana los recuerdos de su otro yo, Deus del Tercer Mundo la elige para ser su sucesora como Diosa del Tercer Mundo. Luego usa sus poderes divinos recién otorgados para crear un camino hacia el Segundo Mundo y finalmente se reúne con Yuki mientras se preparan para cumplir su promesa de mirar las estrellas juntos.